# Trần Văn On
Trần Văn On (sinh năm 1948) là một phi công Việt Nam. Ông phục vụ trong Không lực Việt Nam Cộng hòa thời gian từ 1973 đến 1975. Và sau đó ông chuyển sang Không quân Nhân dân Việt Nam và tham gia trận cường kích quan trọng vào cuối cuộc chiến.

## Tiểu sử
Trần Văn On sinh năm 1948, quê ông nay là ấp Bình An xã Vĩnh Hựu, tỉnh Gò Công (nay thuộc huyện Gò Công Tây, tỉnh Tiền Giang).
Năm 1968, khi học hết lớp 10, đỗ tú tài thì ông bị chính quyền Việt Nam Cộng hòa buộc đi lính trong đợt tổng động viên. Do có sức khỏe tốt, có học vấn nên ông bị chuyển qua dự bị không quân. Năm 1971 thì được đưa sang Mỹ học lái máy bay A-37.
Năm 1973, ông được điều về Không đoàn Đà Nẵng, trong đội hình của Phi đoàn 550 nhưng thường xuyên chống lệnh.
Sau khi Đà Nẵng được giải phóng, ông được các phi công Không quân nhân dân Việt Nam giải thích, Trần Văn On quyết định ra trình diện quân cách mạng và đề đạt nguyện vọng xin được chiến đấu
Ngày 27 tháng 4 năm 1975 ở Phù Cát, Trần Văn On tình nguyện xin đi ném bom sân bay Tân Sơn Nhất. Ông được điều vào Phan Rang cùng với Hoàng Mai Vượng tham gia phi đội A-37 mới thành lập.
Ngày 28 tháng 4 năm 1975, Phi đội Quyết thắng do Nguyễn Thành Trung chỉ huy ném bom sân bay Tân Sơn Nhất, làm tê liệt hoàn toàn sân bay, buộc người Mỹ phải thay đổi cách di tản.
Sau khi miền Nam giải phóng, ông tiếp tục công tác tại Trung đoàn 937 Cần Thơ. Và cùng với Nguyễn Thành Trung làm công tác bay huấn luyện phi công mới và trực tiếp tham chiến ở một số hải đảo. Ông đã từng một mình lái máy bay A-37 chở bom đánh 3 trận giải phóng đảo Vai.
Trong chiến dịch phản công Tây-Nam, ông tiếp tục lái máy bay đi chiến đấu.
Năm 1977, do hoàn cảnh gia đình nên ông xin phép trở về quê, tiếp tục làm nghề nông.
Sau 30 năm biến mất, đồng đội của ông mới tìm ra địa chỉ và mời ông ra Hà Nội tham gia cuộc gặp mặt những thành viên Phi đội Quyết Thắng. Đồng thời, chiến tích của ông năm 1975 cũng được chứng nhận.